# ماييس أغابيوف
مايس عليشير أوغلو أغابيوف (1 مايو 1941، باكو - 17 يونيو 2020، باكو) — فنان سينمائي أذربيجاني، إداري، مساعد فنان، فنان أزياء وديكور، وحاصل على لقب فنان الشعب لجمهورية أذربيجان (2000).

## سيرته الذاتية
ولد مايس عليشير أوغلو أغابايوف في الأول من مايو عام 1941 في باكو. تخرج مايس من مدرسة أكاديمية أذربيجان الحكومية للفنون في عام 1961. 
في عام 1969، بعد تخرجه من معهد عموم الاتحاد الحكومي للتصوير السينمائي في موسكو، بدأ العمل كمصمم إنتاج في استوديو الأفلام "أذربيجان فيلم". ومنذ عام 1996 يقوم بالتدريس في جامعة أذربيجان الحكومية للثقافة والفنون.
كان مايس عليشير أستاذاً في قسم "الرسم الأكاديمي" في جامعة أذربيجان الحكومية للثقافة والفنون.
توفي مايس أغابايوف في 17 يونيو 2020 عن عمر يناهز 79 عامًا.

## إِبداعه
كان أغابيوف هو مصمم إنتاج لعديد من الأفلام، ومن بينها "نسيمي"، و"بابك"، و"حاول ألا تتنفس"، و"نظامي"، و"الجسور المدمرة (فيلم، 2004)"، و"أسطورة البحيرة الفضية"، و"الجسور المدمرة" (فيلم 2004) و"أسطورة البحيرة الفضية". "ثمن السعادة"، "المسيرة الريفية"، "الحياة تختبرنا"، "يوم التنفيذ" وغيرها.

## الجوائز
- تكريم فنان جمهورية أذربيجان (لأول مرة) - 4 مارس 1992
- تكريم فنان جمهورية أذربيجان (المرة الثانية) - 3 فبراير 1993
- فنان الشعب الأذربيجاني - 18 ديسمبر 2000

جائزة هماي – 26 إبريل